# Rationalismus (Sowjetunion)

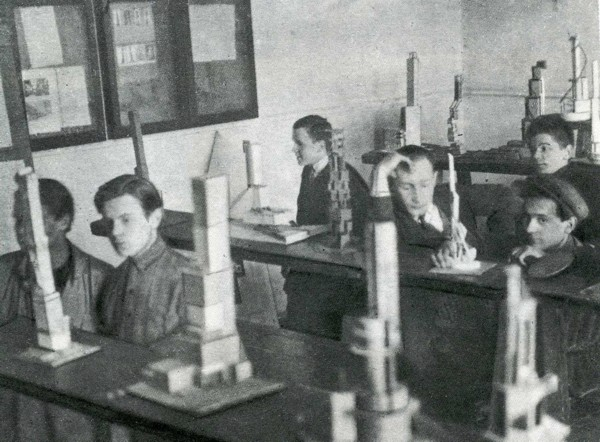
Studenten der OBMAS an der WChUTEMAS (1920er)

Der Rationalismus (von Ladowski auch als Ratioarchitektur bezeichnet) war eine architektonische Strömung in der Sowjetunion zwischen etwa 1918 bis Mitte der 1930er-Jahre. Er war neben dem Konstruktivismus eine der vorherrschenden Richtungen der modernen Architektur in den 1920er-Jahren in der Sowjetunion. Im Gegensatz zu den Konstruktivisten, für die die neuen funktionell-konstruktiven Möglichkeiten für die Form ausschlaggebend waren, waren für die Rationalisten die künstlerisch-kompositionierten Formen und deren psychologische Wirkung auf den Menschen entscheidend für die Architektur.
Die Rationalisten organisierten sich in der ASNOWA, ab 1928 zusätzlich in der ARU. Wichtige Vertreter des Rationalismus waren Nikolai Ladowski, Wladimir Krinski und Wiktor Balichin. In der Architekturschule WChUTEMAS wurde diese Architekturauffassung in den Vereinigten Linken Werkstätten (OBMAS) unter Nikolai Ladowski und anderen gelehrt.

## Geschichte
Der Rationalismus geht vor allem aus der Kommission zur Synthese von Malerei, Architektur und Bildhauerei (Schiwskulptarch) hervor. Die Kommission bestand anfangs aus sieben Architekten und einem Bildhauer: Boris Koroljow. Zu den Architekten gehörte u. a. Nikolai Ladowski. Koroljow wollte die Gestaltungsmethoden kubistischer Plastiken und Skulpturen in die Architektur übertragen.
In den Zwanziger Jahre sind die Rationalisten vor allem durch die „Gruppe der Objektiven Analyse“ und später in der „Arbeitsgruppe der Architekten“ am INChUK vertreten. Im April 1921 wurde von der Arbeitsgruppe der Architekten ein Programm verfasst, welches die theoretischen Grundlagen des Rationalismus niederlegte. 1923 wurde die ASNOWA gegründet, die Gruppe der Rationalisten.
1928 spalteten sich die Rationalisten. Nikolai Ladowski und seine Schüler traten aus der ASNOWA aus und gründeten die ARU. Die ASNOWA existierte unter Wiktor Balichin bis 1932 weiter.

## Positionen
Ladowski forderte die Berücksichtigung psychologischer Faktoren für die Architektur. Als Lehrer an der WChUTEMAS gab es eine Rolle von Aufgaben Ladowskis für die Studenten, die die grundsätzlichen Beziehungen von Körpern im Raum betrafen. Aufgaben waren beispielsweise die „Demonstration von Dynamik, Rhythmus Wechselbeziehung und Proportion – in der Vertikalen“ oder „produktive Aufgabe zur Demonstration der Masse und des Gleichgewichtes“.

## Wichtige Vertreter
- Nikolai Ladowski, Mitglied der Schiwskulptarch und wichtigster Vertreter des Rationalismus an der WChUTEMAS und am INChUK, Gründungsmitglied der ASNOWA
- Nikolai Dokutschajew, Gründungsmitglied der ASNOWA
- Wladimir Krinski, Mitglied der Schiwskulptarch und Diskussionsteilnehmer am INChUK
- Wiktor Balichin, Mitglied der ASNOWA, Leiter derselben nach Ladowskis Austritt
- El Lissitzky, arbeitete an der Zeitschrift der ASNOWA mit
- Konstantin Melnikow, nur kurzzeitig Mitglied der ASNOWA, arbeitete größtenteils unabhängig